# مزوسنت‌دیوردی
مِزوسِنت‌دْیْوردْیْ (به مجاری:  Mezőszentgyörgy) یک شهرداری در مجارستان است که در ناحیه انیینگ واقع شده‌است. مزوسنت‌دیوردی ۲۷٫۱۲ کیلومتر مربع مساحت و ۱٬۳۷۹ نفر جمعیت دارد.